# بوراراس بریژیتا
بوراراس بریژیتا با نام علمی Boraras brigittae گونه‌ای از پرتوبالگان و جنس بوراراس است که با نام‌های راسبورای فلفلی یا  راسبورای پشه نیز شناخته می‌شود، گونه‌ای بسیار کوچک از ماهیان بومی باتلاق‌های جنوب غربی بورنئو، اندونزی است.
این ماهی حداکثر تا 2 سانتیمتر رشد می کنند و از این رو در بین علاقه مندان به آکواریوم به عنوان یک ماهی نانو طبقه بندی می شوند. با توجه به اندازه بسیار کوچک آنها، آنها انتخاب بدی برای آکواریومهای با ماهی های فراوان و متنوع به حساب می آیند، اما به دلیل طبیعت صلح آمیز و ترسو خود، همراهان ایده آلی برای میگو در مخازن کوچک خواهند بود. بریژیتاها ماهی هایی هستند که بهتر است در گروههای 8 تایی و یا بیشتر نگهداری شوند.

## رژیم غذایی
بوراراس های بریژیتا در محیط طبیعی از ارگانیسم های کوچکی مانند کرم و حشرات تغذیه میکنند. در آکواریوم از گرانول، غذای منجمد، پولکی، بچه آرتمیا، کرم و سایر منابع میکرو پروتئین تغذیه میکنند. همچنین می توان آنها را در مواردی با رژیم غذایی گیاهی نیز تغذیه کرد. 

## در آکواریوم
این ماهی ها محیط آکواریومی را ترجیح می دهند که شبیه به زیستگاه طبیعی آنها باشد و در صورت مراقبت مناسب میتوانند تا 8 سال نیز عمر کنند. 

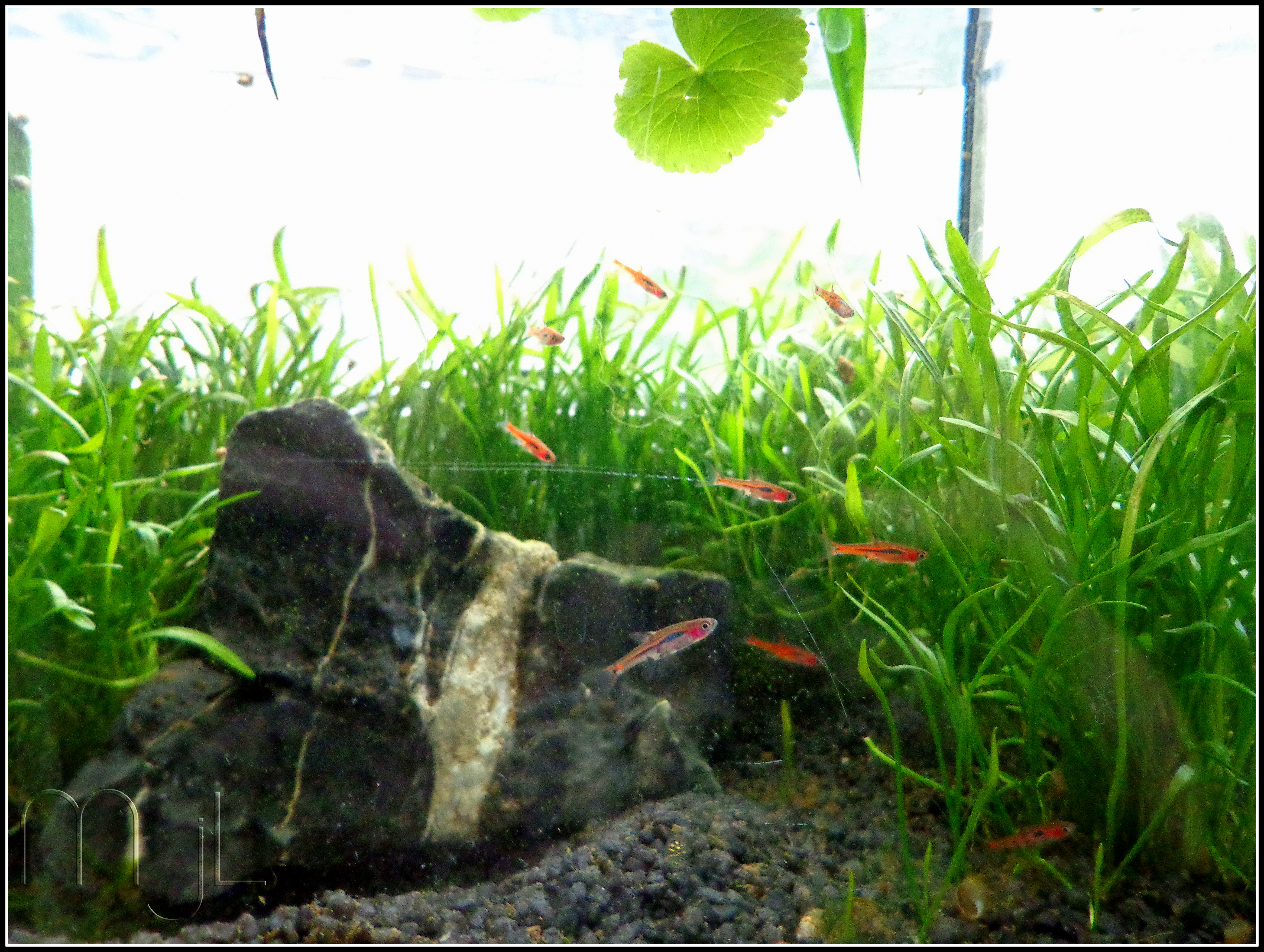
دسته ای بوراراس بریژیتا در یک آکواریوم نانو